# 403 Forbiddena
403 Forbiddena 또는 403(일본어: よんまるさん)은 일본의 온라인 상에서 활동하는 인디 밴드로, 주요 장르는 메탈 계열이다. 밴드 구성원 중 하나인 403(필명: 관리인 403)과 구분하기 위해 team-7이라는 이름으로도 부른다.

## 어원
403 Forbiddena라는 밴드 이름은 인터넷 통신 프로토콜의 하나인 HTTP의 권한 부족 오류의 상태 코드 403 Forbidden에, 지명을 나타내는 접미사 -a를 합성한 말로, 구 공식 홈페이지의 이름이었던 研究室403号室 -Forbiddena-(연구실 403호실 -Forbiddena-)의 약칭이기도 하다.

## 특징
일본식 억양으로 영어 가사를 구사하는 것이 특징으로, 국내에서는 2000년대 중반 인터넷 플래시 애니메이션 나이트메어시티 시리즈의 주제곡인 Southern Cross, Northern Lights로 유명해졌다.

## 멤버
- 403(일본어: よんまるさん): 밴드의 피아노, 키보드, 보컬 파트를 맡는다. 밴드 이름인 403과 구분하기 위해 管理人403(관리인 403)이라는 필명을 쓰기도 한다.
- Robert Legacy(일본어: ろばーとれがしー): 밴드의 기타, 보컬을 맡고 있다.
- 1024(일본어: てつし)
- hatanaka(일본어: はたなか)
- 鳳 蘇芳(일본어: おおとり すおう)

## 앨범

### 1집: N.E.W.S. (2007)
| #            | 제목                                          | 재생 시간 |
| ------------ | --------------------------------------------- | --------- |
| 1.           | 〈Polar Star (Inst.)〉                        | 1:39      |
| 2.           | 〈Northern Lights〉                           | 4:11      |
| 3.           | 〈Setting Moon (Inst.)〉                      | 1:00      |
| 4.           | 〈Far East〉                                  | 3:04      |
| 5.           | 〈How To Flutter (Inst.)〉                    | 0:49      |
| 6.           | 〈Go West〉                                   | 3:38      |
| 7.           | 〈Acrux (Inst.)〉                             | 1:05      |
| 8.           | 〈Southern Cross〉                            | 3:42      |
| 9.           | 〈Beautiful Tomorrow〉                        | 3:05      |
| 10.          | 〈Tomorrow (Inst.)〉                          | 3:29      |
| 11.          | 〈Blaze Of Life〉                             | 4:25      |
| 12.          | 〈Southern Cross ~ Guitar Arrange ~ (Inst.)〉 | 1:06      |
| 13.          | 〈Bonus Track〉                               | 2:51      |
| 14.          | 〈Gate Of UTK〉                               | 2:49      |
| 15.          | 〈Happiness〉                                 | 3:37      |
| 16.          | 〈夜雲流 ～闇風～〉                           | 4:34      |
| 17.          | 〈Let's go UTK!〉                             | 1:09      |
| 18.          | 〈UTK Style〉                                 | 2:52      |
| 19.          | 〈UTKboyZ〉                                   | 4:05      |
| 총 재생 시간 | 총 재생 시간                                  | 53:10     |

### 2집: Heart (2009)
| #   | 제목                                       | 재생 시간 |
| --- | ------------------------------------------ | --------- |
| 1.  | 〈Temper (Inst.)〉                         |           |
| 2.  | 〈Happiness〉                              |           |
| 3.  | 〈Anger (Inst.)〉                          |           |
| 4.  | 〈Hate〉                                   |           |
| 5.  | 〈君が (Inst.)〉                           |           |
| 6.  | 〈大好きだよ〉                             |           |
| 7.  | 〈Tears (Inst.)〉                          |           |
| 8.  | 〈Sorrow〉                                 |           |
| 9.  | 〈Anthem of the People (Inst.)〉           |           |
| 10. | 〈Heart (Feat. Hatsune Miku)〉             |           |
| 11. | 〈Northern Lights (Revisited)〉            |           |
| 12. | 〈Happiness (Vocalless)〉                  |           |
| 13. | 〈Hate (Vocalless)〉                       |           |
| 14. | 〈大好きだよ (Vocalless)〉                 |           |
| 15. | 〈Sorrow (Vocalless)〉                     |           |
| 16. | 〈Heart (Vocalless)〉                      |           |
| 17. | 〈Northern Lights (Revisited, vocalless)〉 |           |

## 무료 공개 곡
일본 인터넷 최대의 인디 밴드 음악 사이트인 muzie 및 사운드클라우드에 무료로 재생/다운로드할 수 있도록 공개한 곡이 2014년 2월 현재 기준으로 19곡이 있다. Southern Cross 2011이나 ZERO 같은 앨범 미수록 신곡들도 일부 보인다.
- ZERO - Heroes of the land of the rising sun -[깨진 링크(과거 내용 찾기)] (2013. 08.)
- ZERO - Heroes of the land of the rising sun - (Vocalless)[깨진 링크(과거 내용 찾기)] (2013. 08.)
- Heavenly Earth (2012. 12.)
- Eagle (2012. 05.)
- 魔神 (2011. 12.)
- Southern Cross 2011 (2011. 05.)
- Southern Cross 2011 (Vocalless)[깨진 링크(과거 내용 찾기)] (2011. 05.)
- Heart[깨진 링크(과거 내용 찾기)] (2008. 09.)
- 大好きだよ[깨진 링크(과거 내용 찾기)] (2008. 05.)
- Sorrow[깨진 링크(과거 내용 찾기)] (2008. 05.)
- Hate[깨진 링크(과거 내용 찾기)] (2008. 02.)
- Happiness[깨진 링크(과거 내용 찾기)] (2007. 03.)
- Blaze of life (2005. 08.)
- Polar star[깨진 링크(과거 내용 찾기)] (2005. 01.)
- Southern Cross (2003. 08.)
- Gate of UTK[깨진 링크(과거 내용 찾기)] (2002. 09.)
- 夜雲流 ～闇風～ (2002. 09.)
- Kanon Medley ～Metal Wings～ (2002. 09.)
- Northern Lights[깨진 링크(과거 내용 찾기)] (2002. 02.)